# Sophie B. Hawkins
Sophie Ballantine Hawkins (ur. 1 listopada 1964 w Nowym Jorku) – amerykańska wokalistka, autorka tekstów piosenek, malarka. Uważana jest za piosenkarkę i kompozytorkę pop, jednak jej inspiracje sięgają dalej, m.in. do muzyki dance i folk. Jej największe przeboje to "Damn I Wish I Was Your Lover", "Right Beside You", "As I Lay Me Down" i "Only Love (The Ballad Of Sleeping Beauty)".
Przygodę ze sceną rozpoczęła w latach 80. Grała wówczas na perkusji w zespole Bryana Ferry'ego. Jej debiutancki album zatytułowany "Tongues and Tails" ukazał się w 1992 roku.
Zaprzeczając plotkom głoszącym, iż jest lesbijką, zdeklarowała się jako osoba biseksualna. Jej wieloletnią partnerką była Gigi Gaston, reżyserka filmu dokumentalnego na temat artystki pt. "The Cream Will Rise". Hawkins ma urodzonego 18 listopada 2008 r. syna, Dashiella Gastona Hawkinsa oraz urodzoną 7 lipca 2015 r. córkę Esther Ballantine Hawkins, która została poczęta z zarodków Hawkins zamrożonych 20 lat wcześniej.

## Dyskografia
- Tongues and Tails (1992)
- Whaler (1994)
- Timbre (2001)
- The Best of Sophie B. Hawkins (2001)
- Wilderness (2004)
- Live! The Bad Kitty Board Mix (2006)
- The Crossing (2012)